# Schmielen
Die Schmielen (Deschampsia) sind eine Pflanzengattung innerhalb der Familie der Süßgräser (Poaceae). Die 40 Arten sind von den subarktischen sowie subantarktischen bis zu den gemäßigten Gebieten fast weltweit verbreitet. Die Bezeichnung Schmielen führte zur Benennung sumpfiger Gelände als Schmiedel.

## Beschreibung

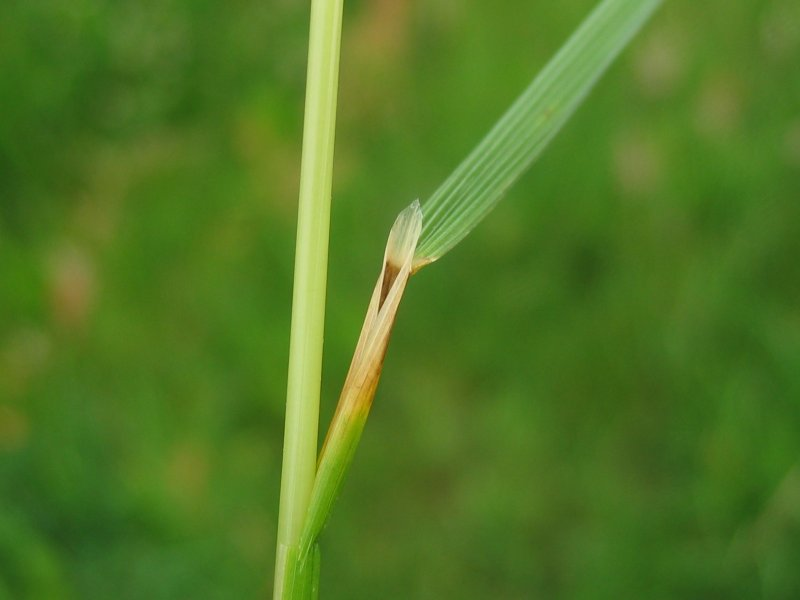
Laubblatt der Rasen-Schmiele (Deschampsia cespitosa) mit Ligula

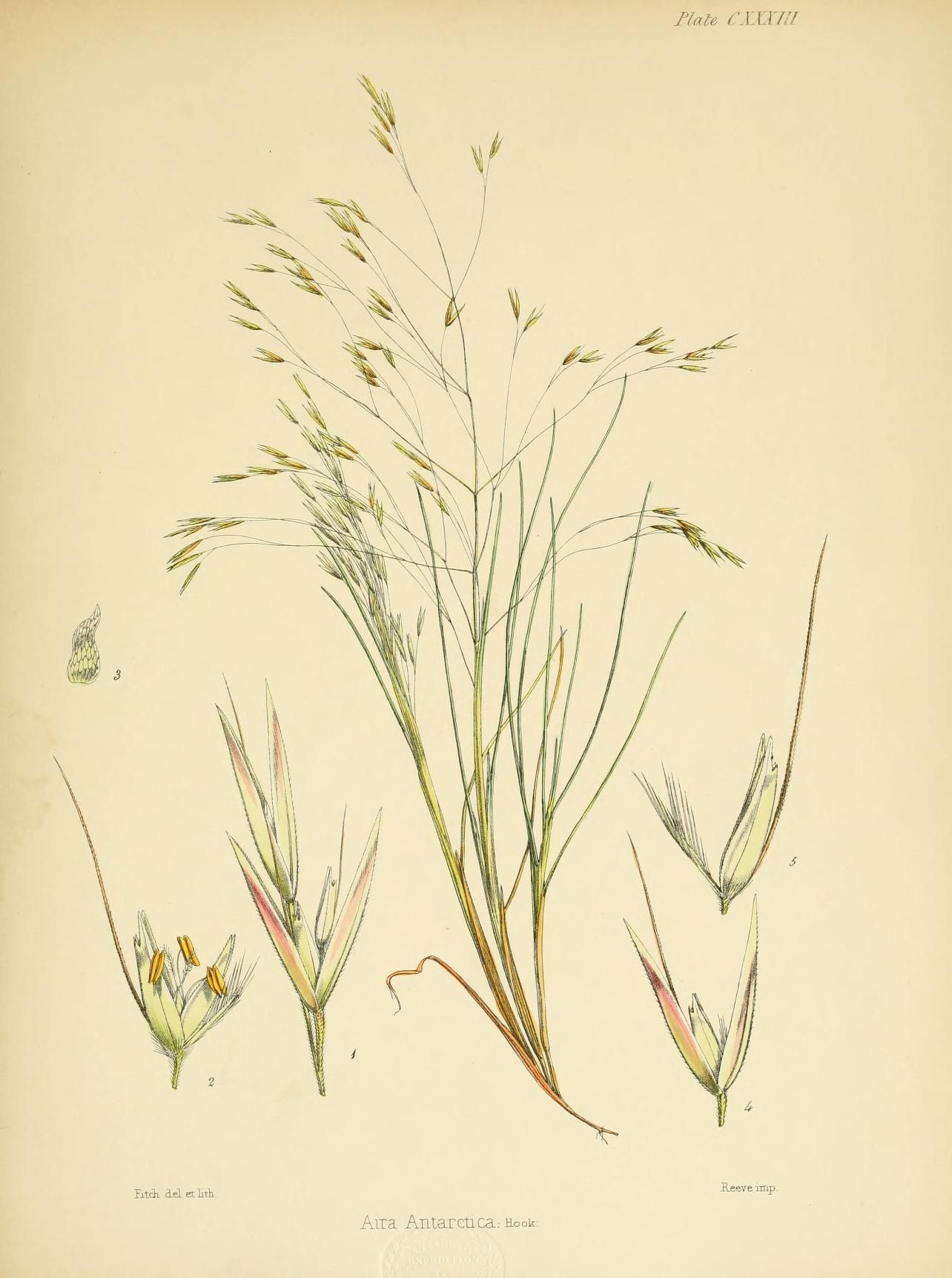
Illustration der Antarktischen Schmiele (Deschampsia antarctica)

### Vegetative Merkmale
Deschampsia-Arten sind meist ausdauernde, seltener einjährige krautige Pflanzen. Sie wachsen meist als horstbildende Gräser. Selten bilden sie kurze Ausläufer. Die Erneuerungstriebe wachsen innerhalb der Blattscheiden (intravaginal) hoch. Der Halm besitzt geriefte, kahle Knoten.
Die wechselständigen Laubblätter sind in Blattscheide und Blattspreite gegliedert. Die Blattscheiden sind am Grund offen. Das Blatthäutchen ist ein häutiger Saum. Die einfachen Blattspreiten sind in der Knospenlage eingerollt oder zusammengefaltet. Später sind sie flach bis borstenförmig, an der Oberseite deutlich gerippt und rau, an der Unterseite kaum gerippt.

### Generative Merkmale
Der relativ große rispige Blütenstand ist während der Anthese locker, ansonsten zusammengezogen und dicht. Die Rispenäste zweigen zu zweit bis zehnt von der Hauptachse ab und sind kantig und rau. Die 2 bis 8 Millimeter langen und seitlich abgeflachten Ährchen enthalten aus meist zwei, seltener aus einer bis drei Blüten. Alle Blüten sind zwittrig und fallen zur Reife aus den stehenbleibenden Hüllspelzen aus. Die Ährchenachse ist an den Kanten behaart und trägt über der oberen Blüte einen stielförmigen Fortsatz. Die beiden Hüllspelzen sind fast gleichartig und etwa gleich lang wie die Blüte. Sie sind spitz, gekielt, häutig und wenigstens auf dem Mittelnerv der oberen Hälfte rau. Die untere Hüllspelze ist einnervig, die obere ein- bis dreinervig, die auch leicht länger und breiter als die untere ist. Die Deckspelzen sind fünfnervig, häutig und rau oder glatt. Am oberen Rand sind sie gestutzt und tragen vier Zähne, die selbst wieder gezähnelt sein können. Auf dem Rücken des untersten Viertels oder in der Mitte sitzt eine Granne. Diese ist gerade und überragt die Deckspelze kaum, oder sie ist zwischen den Spelzen verborgen, oder sie ist gekniet und überragt die Deckspelze klar. Die Vorspelzen sind zweinervig und kürzer als die Deckspelzen. Sie haben eine lanzettliche Form, sind oben abgerundet oder zweispitzig, und sind zarthäutig. Es gibt drei Staubblätter. Der Fruchtknoten ist eiförmig und kahl. Die beiden Griffel stehen endständig und tragen dicht fiedrige Narben, die seitlich aus den Blüten ragen.
Die Karyopse ist 2 bis 3 Millimeter lang, kahl und locker von den Spelzen umhüllt. Der Embryo ist ein Fünftel bis ein Viertel so lang wie die Frucht. Der Nabel ist punktförmig bis schmalelliptisch und grundständig.

## Systematik und Verbreitung

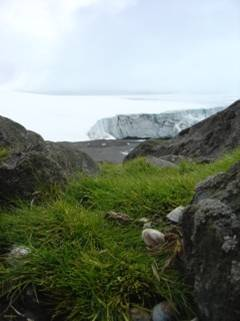
Antarktische Schmiele (Deschampsia antarctica) in der Antarktis (Collins Glacier)

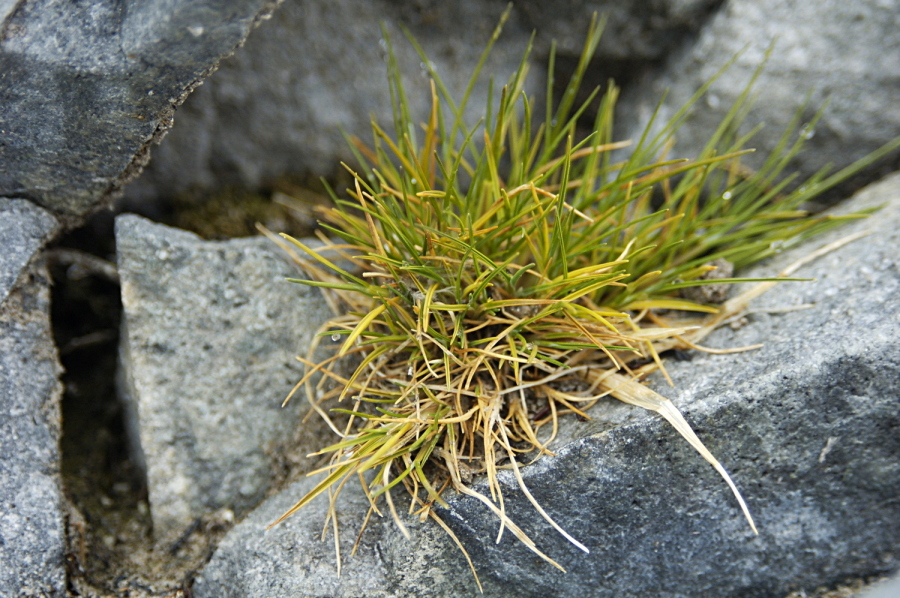
Antarktische Schmiele (Deschampsia antarctica) in der Antarktis (Petermann-Insel)

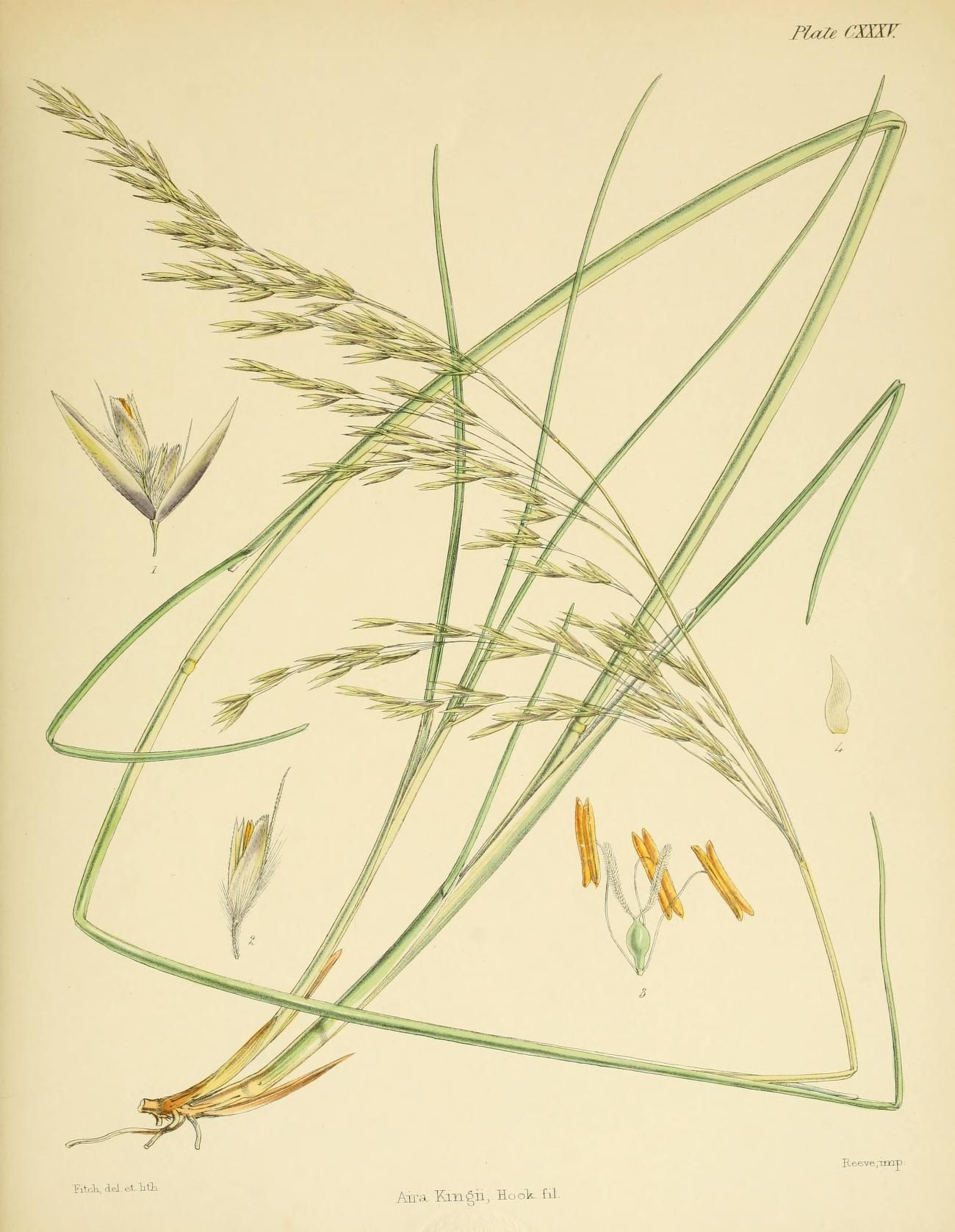
Illustration von Deschampsia kingii

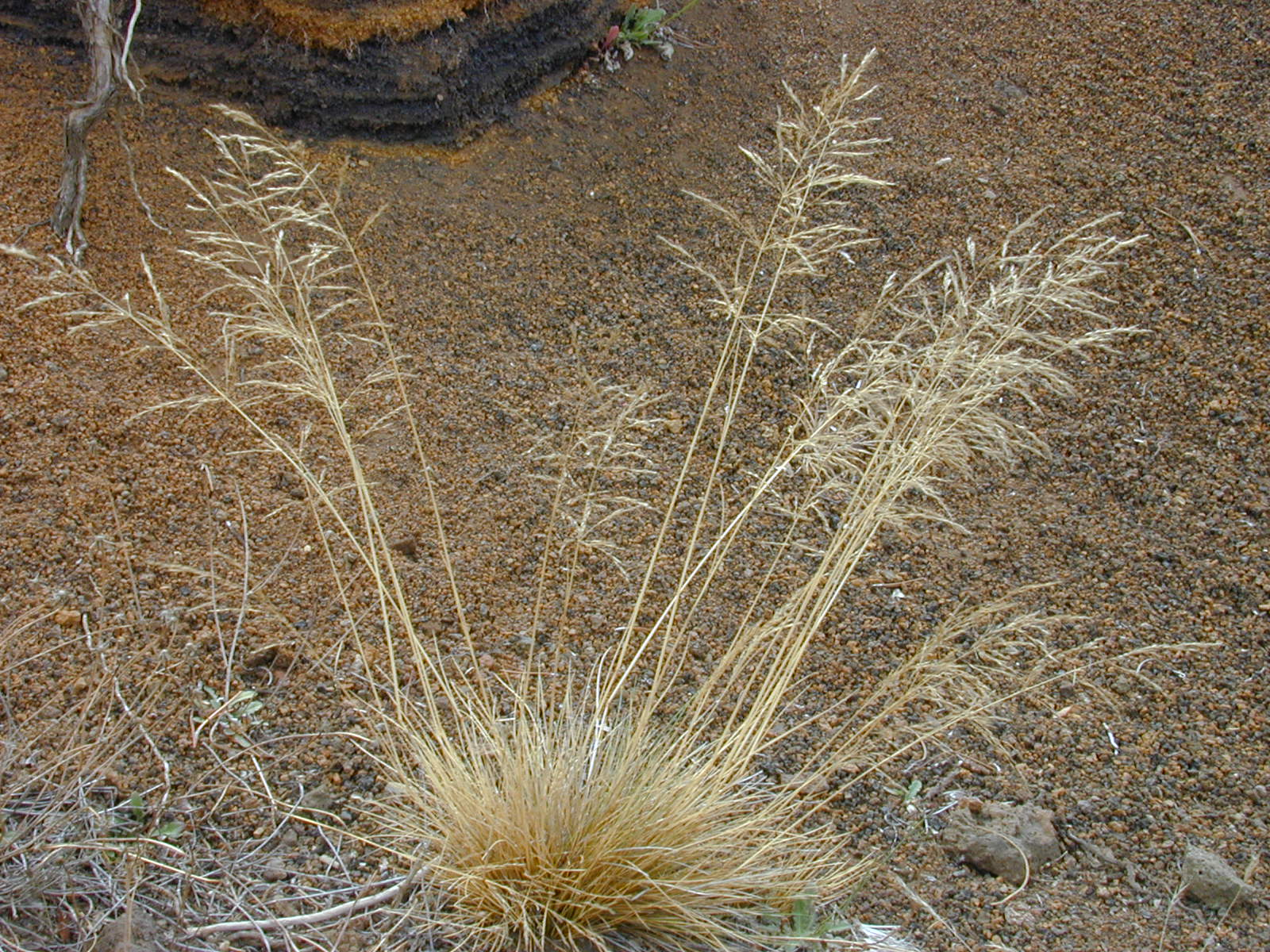
Deschampsia nubigena auf Hawaii (Maui)

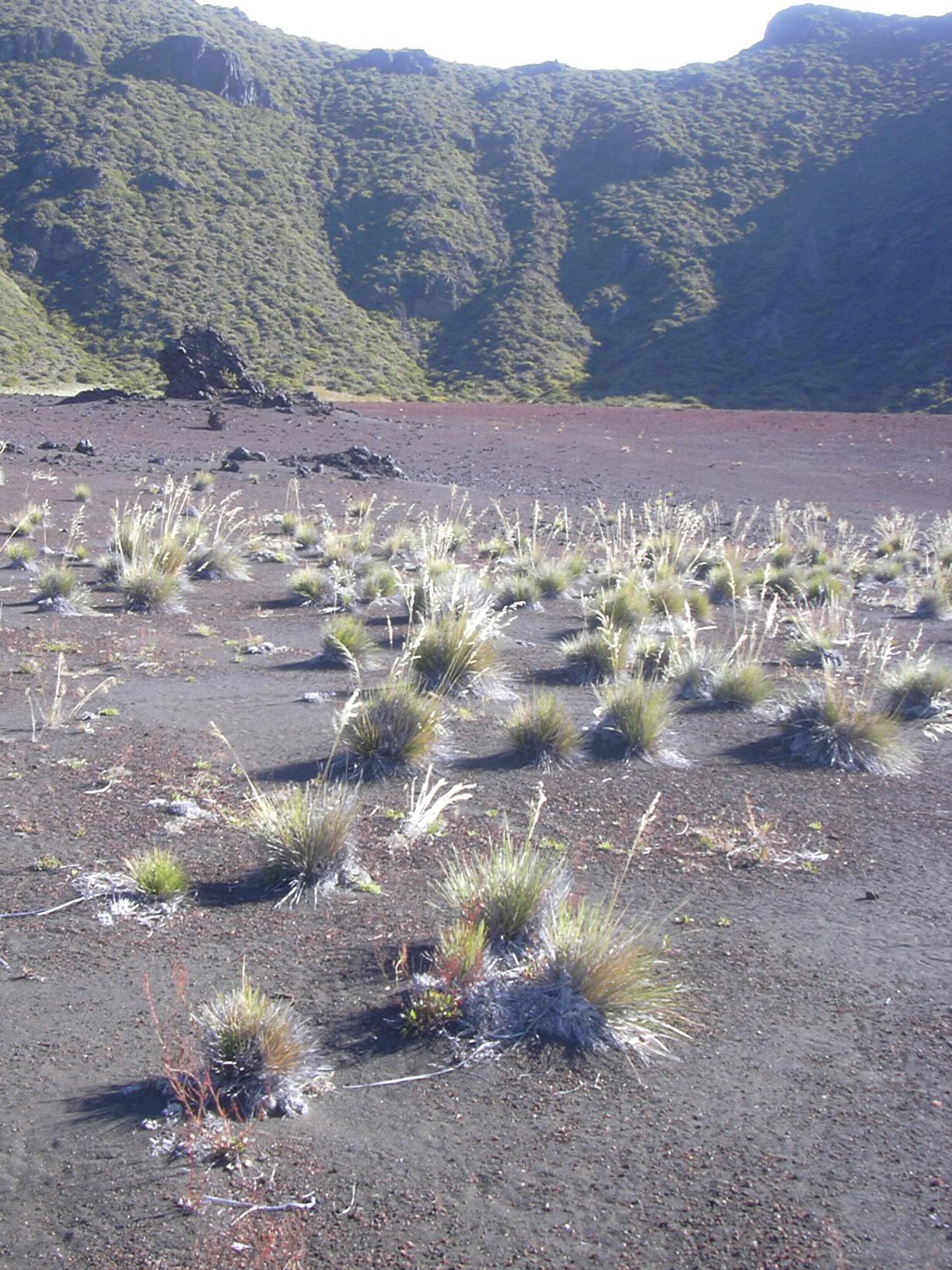
Deschampsia nubigena auf Maui im Haleakala National Park

Die Gattung Deschampsia wurde 1812 durch Ambroise Marie François Joseph Palisot de Beauvois aufgestellt. Der Gattungsname Deschampsia ehrt den französischen Arzt, Naturforscher und Botaniker Louis-Auguste Deschamps (1765–1842). Synonyme für Deschampsia P.Beauv. sind: Airidium Steud., Avenella Bluff ex Drejer, Campella Link, Czerniaevia Turcz. ex Griseb., Lerchenfeldia Schur nom. superfl., Monandraira É.Desv., Podionapus Dulac, Vahlodea Fr., Erioblastus Honda ex Nakai.
Die Gattung Deschampsia gehört zur Tribus Poeae oder Aveneae in der Unterfamilie Pooideae innerhalb der Familie Poaceae.
Die Gattung Deschampsia ist von den subarktischen sowie subantarktischen bis zu den gemäßigten Gebieten fast weltweit verbreitet. Besonders viele Arten kommen auf der Südhalbkugel vor. Das sind im südlichen Südamerika 16 Arten und allein auf Tristan da Cunha vier Arten. In Mitteleuropa kommen vor: Rasen-Schmiele (Deschampsia cespitosa), Bodensee-Schmiele (Deschampsia cespitosa subsp. rhenana), Draht-Schmiele (Deschampsia flexuosa), Binsen-Schmiele (Deschampsia media), Borsten-Schmiele oder Moor-Schmiele (Deschampsia setacea).
Die Gattung Deschampsia umfasst etwa 40 Arten:
- Deschampsia airiformis (Steud.) Benth. & Hook. f. ex B.D.Jacks.: Sie ist vom zentralen bis zum südlichen Chile und im südlichen Argentinien verbreitet.[1]
- Deschampsia amurensis Prob.: Die 2015 erstbeschriebene Art kommt in Russlands Fernem Osten vor.[1]
- Deschampsia angusta Stapf & C.E.Hubb.: Sie ist in der Demokratischen Republik Kongo, Kenia und Uganda verbreitet.[1]
- Antarktische Schmiele (Deschampsia antarctica É.Desv.): Sie kommt vom südlichen Südamerika bis zur Antarktis vor.[1]
- Deschampsia argentea Lowe: Sie kommt in Makaronesien vor.[1]
- Deschampsia aurea (Munro ex Wedd.) Saarela: Sie kommt in Ecuador vor.[1]
- Deschampsia baicalensis Tzvelev: Sie wurde 2010 aus Sibirien erstbeschrieben.[1]
- Deschampsia barkalovii Prob. & Tzvelev: Sie kommt in Sachalin vor.[1]
- Deschampsia berteroniana (Kunth) F.Meigen: Sie kommt von Chile bis zur Provinz Mendoza in Argentinien vor.[1]
- Deschampsia bolanderi (Thurb.) Saarela: Sie kommt in Oregon, Washington und Kalifornien vor.[1]
- Rasen-Schmiele (Deschampsia cespitosa (L.) P.Beauv.) (Syn.: Deschampsia austrobohemica Deyl, Deschampsia gaudinii (K.Richt.) Landolt, Deschampsia cespitosa subsp. alpicola Chrtek & V.Jirásek, Deschampsia cespitosa subsp. austrobohemica (Deyl) Conert, Deschampsia cespitosa subsp. gaudinii K.Richt.): Je nach Autor gibt es eine unterschiedliche Anzahl von Unterarten:[1][7]
  - Deschampsia cespitosa (L.) P.Beauv. subsp. cespitosa[7] (Syn: Deschampsia caespitosa P.Beauv. orth. var., Deschampsia wahlenbergiana Scheele nom. superfl., Deschampsia brachyphylla Nash nom. illeg., Deschampsia curtifolia Scribn. nom. superfl., Deschampsia pumila (Griseb.) Ostenf. nom. illeg.,  Deschampsia ambigua (Michx.) P.Beauv., Deschampsia laevigata (Sm.) Roem. & Schult.,  Deschampsia doniana Gray, Deschampsia biebersteiniana Schult., Deschampsia glomerata G.Don., Deschampsia pulchra Nees & Meyen, Deschampsia latifolia Hochst. ex A.Rich., Deschampsia aenea Trin. ex Griseb., Deschampsia grandis Besser ex Griseb., Deschampsia alpigena Schur, Deschampsia andraei Schur, Deschampsia montana Schur, Deschampsia versicolor Arv.-Touv., Deschampsia andina Phil., Deschampsia rhenana Gremli, Deschampsia penicillata Kirk, Deschampsia arctica (Spreng.) Merr., Deschampsia alpicola Rydb., Deschampsia chinensis Y.Yabe, Deschampsia confinis (Beal) Rydb., Deschampsia pungens Rydb., Deschampsia breviaristata (Husn.) Rouy, Deschampsia convoluta (Legrand) Rouy, Deschampsia turczaninowii Litv., Deschampsia crassifolia Font Quer & Maire, Deschampsia paramushirensis Honda, Deschampsia aleutica Tatew. & Ohwi, Deschampsia borealis (Trautv.) Roshev., Deschampsia sukatschewii (Popl.) Roshev., Deschampsia mackenzieana Raup, Deschampsia anadyrensis V.N.Vassil., Deschampsia komarovii V.N.Vassil., Deschampsia neumaniana Hyl., Deschampsia ivanovae Tzvelev, Deschampsia gredensis (Gand.) Castrov., Deschampsia austrobohemica Deyl, Deschampsia multiflora P.C.Kuo & Z.L.Wu, Deschampsia tzvelevii Prob., Deschampsia vodopjanoviae O.D.Nikif., Deschampsia altaica (Schischk.) O.D.Nikif., Deschampsia submutica (Trautv.) O.D.Nikif., Deschampsia orientalis (Hultén) B.S.Sun, Deschampsia kaschinae Stepanov, Deschampsia kurilensis (Kawano) Tzvelev & Prob., Deschampsia gaudinii (K.Richt.) Landolt, Deschampsia hispanica (Vivant) Cervi & Romo, Deschampsia hybridogena Tzvelev, Deschampsia refracta subsp. gredensis (Vivant) Cervi & Romo, Deschampsia media subsp. hispanica (Vivant) O.Bolòs, Masalles & Vigo, Deschampsia media var. iberica (Cervi & Romo) O.Bolòs & Vigo, Deschampsia cespitosa var. longiflora Beal nom. superfl., Deschampsia cespitosa var. argentea Gray, Deschampsia cespitosa var. vivipara Gray, Deschampsia cespitosa var. colorata Griseb., Deschampsia cespitosa var. grandiflora Trautv., Deschampsia cespitosa var. brevifolia Griseb., Deschampsia cespitosa var. variegata Opiz, Deschampsia cespitosa var. setifolia (W.D.J.Koch) Griseb., Deschampsia cespitosa var. pallida (Klett & Richt.) Godr.,  Deschampsia cespitosa var. brachyphylla Schur, Deschampsia cespitosa var. latifolia (Hochst. ex A.Rich.) Hook. f., Deschampsia cespitosa var. coarctata Regel, Deschampsia cespitosa var. glauca Regel, Deschampsia cespitosa var. andraei (Schur) Simonk., Deschampsia cespitosa var. maritima Vasey, Deschampsia cespitosa var. arctica Vasey, Deschampsia cespitosa var. strictior Kurtz, Deschampsia cespitosa var. confinis Beal, Deschampsia cespitosa var. montana (Schur) Vasey ex Beal, Deschampsia cespitosa var. gaudinii (K.Richt.) Husn., Deschampsia cespitosa var. breviaristata Husn., Deschampsia cespitosa var. macrantha Hack., Deschampsia cespitosa var. coreensis Hack. ex Nakai, Deschampsia cespitosa var. borealis (Trautv.) Trautv., Deschampsia cespitosa var. altissima Volkart, Deschampsia cespitosa var. festucifolia Honda, Deschampsia cespitosa var. minor Kom., Deschampsia cespitosa var. microstachya Roshev., Deschampsia cespitosa var. mannii C.E.Hubb., Deschampsia cespitosa var. oliveri C.E.Hubb., Deschampsia cespitosa var. altaica Schischk., Deschampsia cespitosa var. atlantis Maire, Deschampsia cespitosa var. pungens (Rydb.) B.Boivin, Deschampsia cespitosa var. intercotidalis B.Boivin, Deschampsia cespitosa var. crassifolia (Font Quer & Maire) Maire, Deschampsia cespitosa var. abbei B.Boivin, Deschampsia cespitosa var. mackenzieana (Raup) B.Boivin, Deschampsia cespitosa var. alpicola (Rydb.) Á.Löve, D.Löve & B.M.Kapoor, Deschampsia cespitosa var. pulchra (Nees & Meyen) Nicora, Deschampsia cespitosa var. komarovii (V.N.Vassil.) Tzvelev, Deschampsia cespitosa var. orientalis Tzvelev, Deschampsia cespitosa var. submutica (Trautv.) Tzvelev, Deschampsia cespitosa var. exaristata Z.L.Wu, Deschampsia cespitosa var. congesta (Font Quer) Ehr.Bayer & G.López, Deschampsia cespitosa var. hispanica (Vivant) Cebolla,  Deschampsia cespitosa subsp. gaudinii K.Richt., Deschampsia cespitosa subsp. festucifolia Honda, Deschampsia cespitosa subsp. orientalis Hultén, Deschampsia cespitosa subsp. borealis (Trautv.) Tzvelev, Deschampsia cespitosa subsp. anadyrensis (V.N.Vassil.) Á.Löve & D.Löve,  Deschampsia cespitosa subsp. paramushirensis (Honda) Tzvelev, Deschampsia cespitosa subsp. turczaninowii (Litv.) Tzvelev, Deschampsia cespitosa subsp. gredensis Vivant, Deschampsia cespitosa subsp. hispanica Vivant, Deschampsia cespitosa subsp. alpicola Chrtek & V.Jirásek,  Lejeunia, Deschampsia cespitosa subsp. pyrenaica Romo, Deschampsia cespitosa subsp. austrobohemica (Deyl) Conert, Deschampsia cespitosa subsp. ivanovae (Tzvelev) S.M.Phillips & Z.L.Wu, Deschampsia cespitosa subsp. sukatschewii (Popl.) Chiapella & Prob.)
  - Deschampsia cespitosa subsp. alpina (L.) Tzvelev[7]
  - Deschampsia cespitosa subsp. beringensis (Hultén) W.E.Lawr. (Syn.: Deschampsia beringensis Hultén)[7]
  - Deschampsia cespitosa subsp. bottnica (Wahlenb.) Tzvelev (Syn.: Deschampsia bottnica (Wahlenb.) Trin.)[7]
  - Deschampsia cespitosa subsp. brevifolia (R.Br.) Tzvelev (Syn.: Deschampsia brevifolia R.Br.)[7]
  - Deschampsia cespitosa subsp. glauca (Hartm.) Hartm. (Syn.: Deschampsia glauca Hartm., Deschampsia cespitosa var. glauca (Hartm.) Lindm. nom. illeg.)[7]
  - Deschampsia cespitosa subsp. littoralis (Gaudin) K.Richt. (Syn.: Deschampsia littoralis (Gaudin) Reut.): Sie kommt in der Schweiz am Lac de Joux und kam früher auch am Genfer See vor. Sie unterscheidet sich genetisch von der Bodensee-Schmiele (Deschampsia cespitosa subsp. rhenana (Gremli) Kerguélen)[8]
  - Deschampsia cespitosa subsp. mezensis (Senjan.-Korcz. & Korcz.) Tzvelev[7]
  - Deschampsia cespitosa subsp. obensis (Roshev.) Tzvelev (Syn.: Deschampsia obensis Roshev.)[7]
  - Elbe-Rasenschmiele (Deschampsia cespitosa subsp. paludosa (Schübl. & G.Martens) G.C.S.Clarke, Syn.: Deschampsia wibeliana (Sond. ex W.D.J.Koch) Parl.)[7]
  - Deschampsia cespitosa subsp. parviflora (Thuill.) Dumort.[7]
  - Bodensee-Schmiele (Deschampsia cespitosa subsp. rhenana (Gremli) Kerguélen, Syn.: Deschampsia rhenana Gremli, Deschampsia littoralis (Gaudin) Reut.)[7] Sie kommt im Bodenseegebiet und im östlichen Hochrheingebiet vor.[8]
  - Deschampsia cespitosa subsp. scardica F.K.Mey.[7]
  - Deschampsia cespitosa subsp. septentrionalis Chiapella: Sie kommt im subarktischen Amerika vor.[1]
  - Deschampsia cespitosa subsp. wilhelmsii (Steud.) Tzvelev[7]
- Deschampsia chapmanii Petrie: Sie kommt von Neuseeland bis zur Macquarieinsel vor.[1]
- Deschampsia christophersenii C.E.Hubb.: Dieser Endemit kommt nur auf der Insel Tristan da Cunha vor.[1]
- Deschampsia chrysantha (J.Presl) Saarela: Sie kommt von Peru bis zum nordwestlichen Argentinien und zum zentralen Chile vor.[1]
- Deschampsia cordillerarum Hauman: Sie kommt von Chile bis zur argentinischen Provinz Mendoza vor.[1]
- Deschampsia danthonioides (Trin.) Benth.: Sie kommt von Alaska bis zu den mexikanischen Bundesstaaten Baja California und Chihuahua vor.[1]
- Deschampsia domingensis Hitchc. & Ekman: Sie kommt nur in der Dominikanischen Republik vor.[1]
- Deschampsia elongata (Hook.) Munro: Sie ist von Alaska bis Mexiko und im südlichen Südamerika weitverbreitet.[1]
- Deschampsia eminens (J.Presl) Saarela: Sie kommt in drei Varietäten von Kolumbien bis zum südlichen Südamerika vor.[1]
- Deschampsia gracillima Kirk: Sie kommt in Tasmanien, auf der Südinsel von Neuseeland und auf den Aucklandinseln vor.[1]
- Deschampsia gulariantzii Prob. & Tzvelev: Sie kommt in Russlands Fernem Osten vor.[1]
- Deschampsia hackelii (Lillo ex Stuck.) Saarela: Sie kommt in Argentinien vor.[1]
- Deschampsia hultenii Prob., Tzvelev & Chiapella: Sie kommt in Kamtschatka vor.[1]
- Deschampsia ircutica Tzvelev & Prob.: Sie kommt im südlichen Sibirien vor.[1]
- Deschampsia kingii (Hook. f.) É.Desv.: Sie kommt vom zentralen und südlichen Chile bis in südliche Argentinien vor.[1]
- Deschampsia klossii Ridl.: Sie kommt in Neuguinea und auf den Kleinen Sundainseln vor.[1]
- Deschampsia koelerioides Regel: Sie kommt von Afghanistan bis Sibirien und bis zum westlichen Himalaja vor.[1]
- Deschampsia laguriensis Prob. & Tzvelev: Sie kommt in Sachalin vor.[1]
- Deschampsia laxa Phil.: Sie kommt vom südlichen Chile bis zur argentinischen Provinz Chubut vor.[1]
- Deschampsia leskovii Tzvelev: Diese 2010 erstbeschriebene Art kommt im nördlichen europäischen Russland vor.[1]
- Deschampsia liebmanniana (E.Fourn.) Hitchc.: Sie kommt in Mexiko vor.[1]
- Deschampsia looseriana Parodi: Sie kommt im zentralen und südlichen Chile vor.[1]
- Deschampsia magadanica Tzvelev & Prob.: Sie kommt im nördlichen fernöstlichen asiatischen Russland vor.[1]
- Binsen-Schmiele (Deschampsia media (Gouan) Roem. & Schult., Syn.: Deschampsia cespitosa subsp. subtriflora (Lag.) Ehr.Bayer & G. López): Sie kommt von Mitteleuropa bis Marokko und bis zum Kaukasusraum vor.[1] In Mitteleuropa kommt sie nur im Rheintal zwischen Karlsruhe und Mannheim vor.[8]
- Deschampsia mejlandii C.E.Hubb.: Sie kommt auf der Insel Tristan da Cunha vor.[1]
- Deschampsia mendocina Parodi: Sie kommt in der argentinischen Provinz Mendoza vor.[1]
- Deschampsia mildbraedii Pilg.: Sie kommt in Kamerun vor[1]
- Deschampsia nubigena Hillebr.: Sie kommt auf Hawaii vor.[1]
- Deschampsia ovata (J.Presl) Saarela: Sie kommt von Ecuador bis Bolivien vor.[1]
- Deschampsia parvula (Hook.f.) É.Desv.: Sie kommt im südlichen Südamerika, auf den Falklandinseln und auf der Anvers-Insel in der Subantarktis vor.[1]
- Deschampsia patula (Phil.) Skottsb.: Sie kommt vom zentralen und südlichen Chile bis ins südliche Argentinien vor.[1]
- Deschampsia podophora (Pilg.) Saarela: Sie kommt in Kolumbien, Ecuador, Peru und im nordwestlichen Venezuela vor.[1]
- Deschampsia pseudokoelerioides Prob. & Tzvelev: Sie kommt im südlichen Sibirien vor.[1]
- Deschampsia pusilla Petrie: Sie kommt auf der Südinsel von Neuseeland vor.[1]
- Deschampsia robusta C.E.Hubb.: Dieser Endemit kommt nur auf der Insel Tristan da Cunha vor.[1]
- Deschampsia sajanensis Prob. & Tzvelev: Sie kommt im südlichen Sibirien vor.[1]
- Deschampsia seledetzii Tzvelev & Prob.: Sie kommt im südlichen fernöstlichen asiatischen Russland vor.[1]
- Borsten-Schmiele oder Moor-Schmiele (Deschampsia setacea (Huds.) Hack., Syn.: Aristavena setacea (Huds.) F.Albers & Butzin): Sie kommt im nördlichen und westlichen Europa vor.[1] In Mitteleuropa kommt sie selten in Belgien, den Niederlanden, im nordwestlichen Deutschland und in der Lausitz vor. Sie ist an vielen Orten in Mitteleuropa verschwunden.[8]
- Deschampsia shiretokoensis Tzvelev & Prob.: Die 2015 erstbeschriebene Art kommt auf Hokkaido vor.[1]
- Deschampsia shumshuensis Prob. & Tzvelev: Sie kommt auf den Kurilen vor.[1]
- Deschampsia sichotensis Prob., Tzvelev & Chiapella: Sie kommt in Russlands Fernem Osten vor.[1]
- Deschampsia susumanica Prob. & Chiapella: Sie kommt vom östlichen Sibirien bis zu Russlands Fernem Osten vor.[1]
- Deschampsia tenella Petrie: Sie kommt in Neuseeland vor.[1]
- Deschampsia venustula Parodi: Sie kommt von Chile bis zum westlichen Argentinien vor.[1]
- Deschampsia wacei C.E.Hubb.: Dieser Endemit kommt nur auf der Insel Tristan da Cunha vor.[1]

Bei manchen Autoren nicht zur Gattung Deschampsia gehören:
- Deschampsia atropurpurea (Wahlenb.) Scheele → Vahlodea atropurpurea (Wahlenb.) Fr.[1]
- Drahtschmiele (Deschampsia flexuosa (L.) Trin.) → Avenella flexuosa (L.) Drejer[1]
- Deschampsia foliosa Hack. → Avenella foliosa (Hack.) Rivas Mart., Lousã, Fern.Prieto, E.Días, J.C.Costa (Syn.: Avenella flexuosa subsp. foliosa (Hack.) Veldkamp)[1]
- Deschampsia ligulata (Stapf) Henrard → Avenella flexuosa subsp. ligulata (Stapf) Veldkamp[1]
- Deschampsia maderensis (Hack. & Bornm.) Buschm. → Avenella flexuosa subsp. maderensis (Hack. & Bornm.) Veldkamp[1]

Avenella flexuosa subsp. foliosa (Hack.) Veldkamp
- Deschampsia mexicana Swallen non Scribn. → Trisetum mexicanum (Swallen) S.D.Koch[1]
- Deschampsia minor Clayton → Holcus caespitosus Boiss.[1]